# Wolfgang Schneider (Militärhistoriker)
Wolfgang Schneider (* 1950) ist ein deutscher Militärhistoriker und Oberst a. D. der Bundeswehr (Panzertruppe).
Seit Anfang der 1970er-Jahre veröffentlichte er zahlreiche Fachartikel über Technik und Einsatz gepanzerter Fahrzeuge in allen relevanten deutschen sowie einer Reihe von internationalen Fachzeitschriften. Ferner hält er Fachvorträge im nationalen und internationalen Bereich bei Fachtagungen und Symposien, erstellt TV-Dokumentationen und fungiert als Berater.

## Buchpublikationen
Seit 1990 ist er Herausgeber des im Bernard & Graefe-Verlag erscheinenden Standardwerks Tanks of the World (früher: Taschenbuch der Panzer).
Die vollständigen Daten und Abbildungen aller weltweit im Dienst befindlichen gepanzerten Fahrzeuge sind auch in der Datenbank Tank-Data als DVD verfügbar.
Im Jahr 2000 erschien das Buch Panzertaktik, zunächst für den englischsprachigen Raum, 2008 auch deutschsprachig.
Weitere Werke befassen sich mit der Darstellung historischer Fahrzeuge sowie Truppengeschichten.

## Werke
- Leopard 2. 1986, ISBN 3-7909-0265-9.
- Elefant, Jagdtiger, Sturmtiger. 1986, ISBN 3-7909-0271-3.
- Die Kampfpanzer des Warschauer Paktes. 1987, ISBN 3-7909-0310-8.
- Der Königstiger. 1988, ISBN 3-7909-0336-1.
- Deutsche Kampfwagen im 1. Weltkrieg. 1988, ISBN 3-7909-0337-X.
- Panzerjäger der Bundeswehr. 1990, ISBN 3-7909-0406-6.
- Tanks of the World, 1990 ISBN 3-7637-5871-2
- Panzer der NVA. 1992, ISBN 3-7909-0458-9.
- Panzertaktik. 2000, ISBN 978-3-935107-12-9.
- Tiger im Kampf. Band I: 2000, ISBN 978-3-935107-01-3.
- Tiger im Kampf. Band II: 2001, ISBN 978-3-935107-02-0.
- Tanks of the World, 2001, ISBN 3-7637-5984-0
- Tiger im Kampf – Die Kämpfe in der Normandie. 2004, ISBN 978-3-935107-03-7.
- Tiger der Division Das Reich. 2005, ISBN 978-3-935107-04-4.
- Tiger der Division Totenkopf. 2009, ISBN 978-3-935107-15-0.
- Tiger im Kampf. Band III: 2013, ISBN 978-3-935107-14-3.
- Panzerregiment 1: 1935–45. 2017, ISBN 978-3935107181.
- Panzerhaubitze 2000. ISBN 978-3613045583
- Panzertaktik. 2023. ISBN 978-3613046023
- LEOPARD 2. 2024 ISBN 978-3-613-04653-5
- MBT LEOPARD 2 ISBN 978-3-613-04707-5

| Personendaten    | Personendaten                          |
| ---------------- | -------------------------------------- |
| NAME             | Schneider, Wolfgang                    |
| KURZBESCHREIBUNG | deutscher Militärhistoriker und Oberst |
| GEBURTSDATUM     | 1950                                   |